# Лахбаби, Мухаммед Азиз
Мухаммед Азиз Лахбаби (25 декабря 1922, Фес — 23 августа 1993, Рабат) — марокканский философ, писатель, поэт. Последователь французского персонализма. Родился в Фесе. Получил образование во Франции. Первый в Марокко доктор гуманитарных наук. Писал на арабском и французском языках.
Автор романов «Поколение жажды» (1965), «Блуждающая надежда» (1972), «Эликсир жизни» (1974).
В 1987 году был выдвинут на Нобелевскую премию. Его сочинения переведены на многие языки.

## Сочинения
- M. A. Lahbabi, De l’etre a la personne (Essai de personalisme realiste), Paris, 1954.
- M. A. Lahbabi, Liberte ou liberation? Paris, 1956.
- M. A. Lahbabi, Du clos a l’ouvert, Casablanca, 1961
- M.A.  Lahbabi  Le personnalisme musulman. Paris, 1964.
- M. A. Lahbabi, L'Économie marocaine: notion essentielles 1977.
- M. A. Lahbabi,  Les Fondements de l'économie marocaine 1977.
- M. A. Lahbabi, Le Monde de demain: le Tiers-Monde accuse 1980

## Переводы на русский язык
- [Стихи] / Пер. М.Тарасовой // Поэзия Магриба. М., 1978. С.161-183;
- [Стихи] / Пер. М.Курганцева // Ритмы. М., 1978. С.248- 254.